# Minoriták temploma és rendháza (Marosvásárhely)
A marosvásárhelyi Páduai Szent Antal jezsuita templom és rendház, közismert nevén a minoriták temploma a belvárosban, a Köteles Sámuel utca 4. szám alatt található. A minorita rend a 18. század közepén építette a templomot és a rendházat, és 2000-ig használta azokat; ekkor szerzeteshiány miatt átadták az épületegyüttest a főegyházmegyének. Jelenleg a jezsuita közösség használja, azonban továbbra is a minoriták birtokában van.

## Története
A minoriták már a 13. században jelen voltak Marosvásárhelyen és a Vártemplom építésében is fontos szerepet játszottak, azonban a reformáció elterjedésével el kellett hagyják a várost. Mivel 1690-ben Erdély Habsburg-tartomány lett, az új államhatalom pedig a római katolikus egyházat támogatta, 1702-től megindult a katolikus egyház újjászervezése. A minorita rend 1726-ban telepedett meg ismét a városban, és kezdetben gróf Keresztes Márton József várbeli házát használták, azonban a Habsburgok hamarosan katonai célokra foglalták le a várat, lebontva a házakat és kilakoltatva az embereket. A minoriták ideiglenesen Keresztes udvarfalvi házába költöztek, és innen irányították a környék hitéletét.
1740-ben visszatértek Marosvásárhelyre, és Georg Lobkowitznak, Erdély katonai parancsnokának támogatásával sikerült megvásárolniuk Széles Mihály jegyzőtől a Térjmeg (mai nevén Köteles Sámuel) utcai, mintegy 4 holdnyi telket, melyen a városi tanács és a püspök engedélye után megkezdték a kolostor építését. A legtöbb forrás szerint a munkálatok 1740-ben kezdődtek, de egyesek 1735-öt jelölnek meg; mi több, a templomhajó nagy ablaka alatti felirat az 1725-ös évet, tehát még a minoriták megtelepedése előtt (ez esetleg a telek vásárlására utalhat). A templom építése 1741-ben kezdődött, és eredetileg a város legnagyobb, legimpozánsabb vallási épületének tervezték, azonban pénzhiány és a Habsburgok ellenvetései (akik azzal érveltek, hogy könnyű célpontot szolgáltatna az ellenséges bombázásoknak) következtében ez nem valósult meg. 1761-ben az építőanyag hiánya miatt a munka szünetelt, de ekkor Teleki Lászlótól kölcsönt kaptak, 1762-re pedig már elkészült a tető. Az építkezést 1767-ben fejezték be, ezt a dátumot a szentély jobboldali falán elhelyezett kőtábla is tanúsítja (1767 O.M.C.R.)
1871-ben a minoriták a Bolyai Farkas utca 10. szám alatt bérházat építettek, hogy annak jövedelméből tartsák fenn a templomot és a rendházat. 1902-ben az addigi fa harangtorony helyett csonka (sisak nélküli) téglatornyot építettek a templom bejárata felé. 1903-ban a kolostorépületre emeletet húztak és északnyugat felé egy új szárnnyal bővítették, így alaprajza L alakú lett.
A 19. század végéig főként lelkipásztorkodással foglalkoztak, és általában három-négy szerzetes élt a kolostorban. 1898-tól kezdve a rendház jelentősége nőtt, mivel az egész magyarországi minorita rendtartomány teológiáját és novíciusképzőjét ide helyezték Egerből, azonban 1916-ban az első világháború által előidézett ellátási hiányok miatt Csütörtökhelyre költöztették. A román hatalomátvétel után a rendházban 1925-ig rendőrség és állambiztonsági szolgálat működött, 1927 és 1943 között ismét a szerzetesek használták, majd 1945–1948 között az Állami Pedagógiai Leányiskola, 1948 után pedig az Orvosi és Gyógyszerészeti Egyetem leánybentlakásának adott helyet (a kommunisták feloszlatták a szerzetesrendet).
1996-tól itt működik a Marosvásárhelyi Egyetemi és Főiskolai Lelkészség. 2000-ben szerzeteshiány miatt a minoriták átadták a templomot és a rendházat a főegyházmegyének, és azóta a jezsuiták használják, azonban az épület továbbra is a minoriták birtokában van.

## Leírása
A Nagypiac fölé emelkedő domboldalon épített egyhajós templom magasságával még a 19. század közepén is uralta a magaslatot. Eredetileg nem volt tornya, régen egy különálló, fából ácsolt harangláb áll az udvaron, majd 1902-ben sisak nélkül harangtorony épült. Homlokzata egyszerű, belső díszítésének vonalvezetése barokk stílusjegyeket hordoz. Az épület közvetlenül összekapcsolódik a rendházzal, amely hangulatos cellákkal és boltozatos helyiségekkel rendelkezik. A templom alatti kriptában tehetősebb római katolikus polgárok nyugszanak.
A templom és a kolostor külső megjelenése egyszerű, puritán. A templom utca felőli homlokzatát csak a három magas, félköríves ablak töri át, a bejárat fölött pedig három kör alakú nyílással ellátott timpanon található. A kolostor homlokzata szintén nem tartalmaz díszítőelemeket, kivéve az 1903-ban hozzáépített, eklektikus elemeket tartalmazó szárnyat.
A templom bejárata a torony alatti előtérbe (2,60 x 1,60 m) nyílik, ezután következik az ötoldalú pronaosz, ahonnan lépcsők indulnak a toronyba és a karzatra, majd pedig négy oszlop által kialakított hármas nyílás vezet a főhajóba. A hajó 10,2 m széles, de csak 10,0 m hosszú, és a pilaszterek helyzete, továbbá egyetlen csehsüveg megléte egyértelműen jelzi, hogy a templomot sokkal nagyobbnak szánták. A hossztengely végén található a 9,9 méter széles, 10,4 méter hosszú szentély, amelyet két csehsüveg fed, közöttük pilasztereken nyugvó boltívvel. Mind a mennyezetet, mind az oszlopokat festés díszíti.
A templom és a rendház közötti kapcsolatot két ajtó biztosítja, az első a sekrestyéhez, a második a kolostor főfolyosójához vezet, amely az udvar felőli oldalon húzódik, és innen indul az emeletre vivő lépcsőház is. A cellák sorban egymás mellett vannak és csehsüveggel boltozottak, kivéve az 1903-ban készült szobákat, amelyek síkmennyezetesek. A folyosókat szintén csehsüvegek burkolják, amelyeket boltívek választanak el egymástól.

## Képek

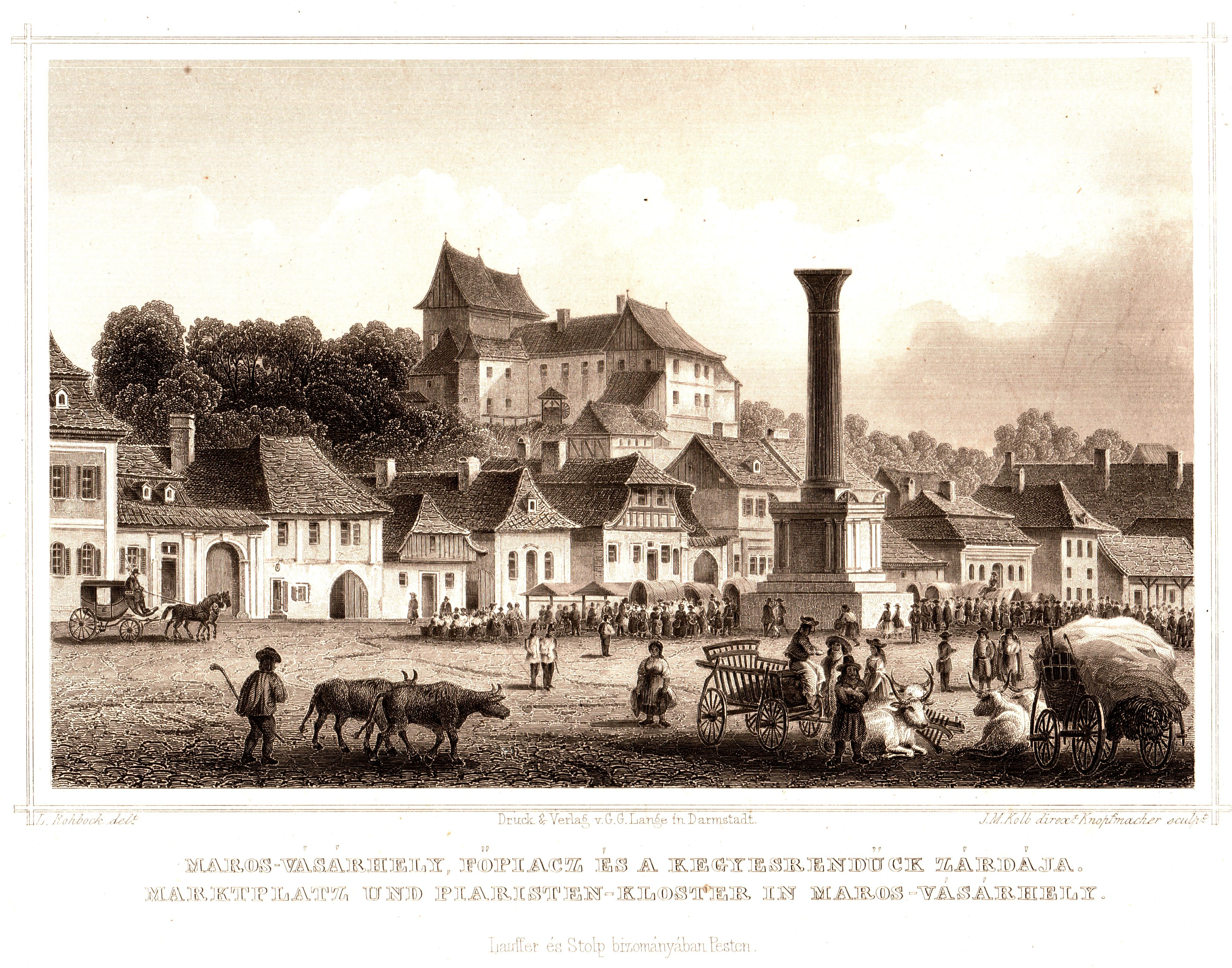
A rendház és a templom a Nagypiac fölött (Rohbock, 19. század)
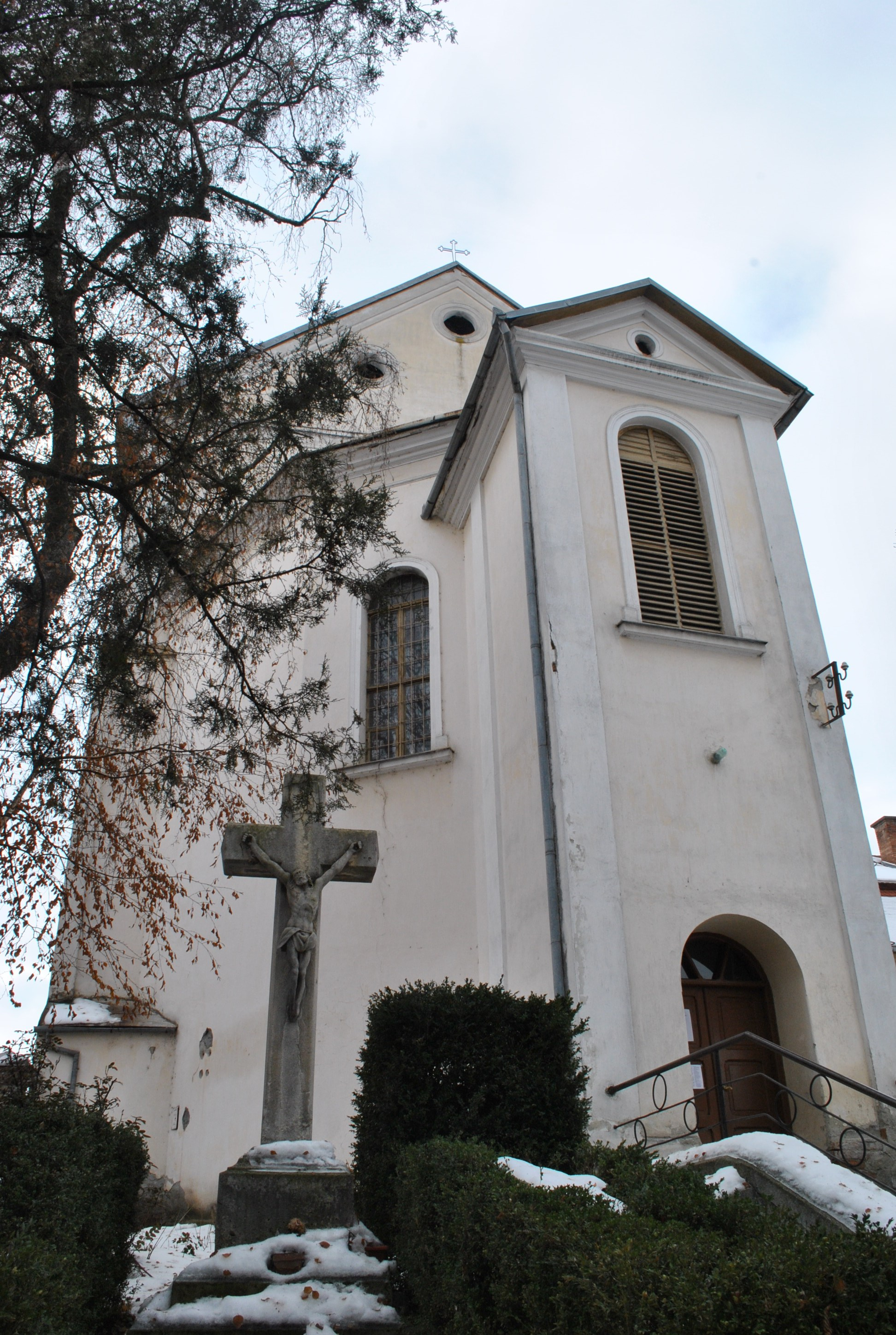
A templomépület
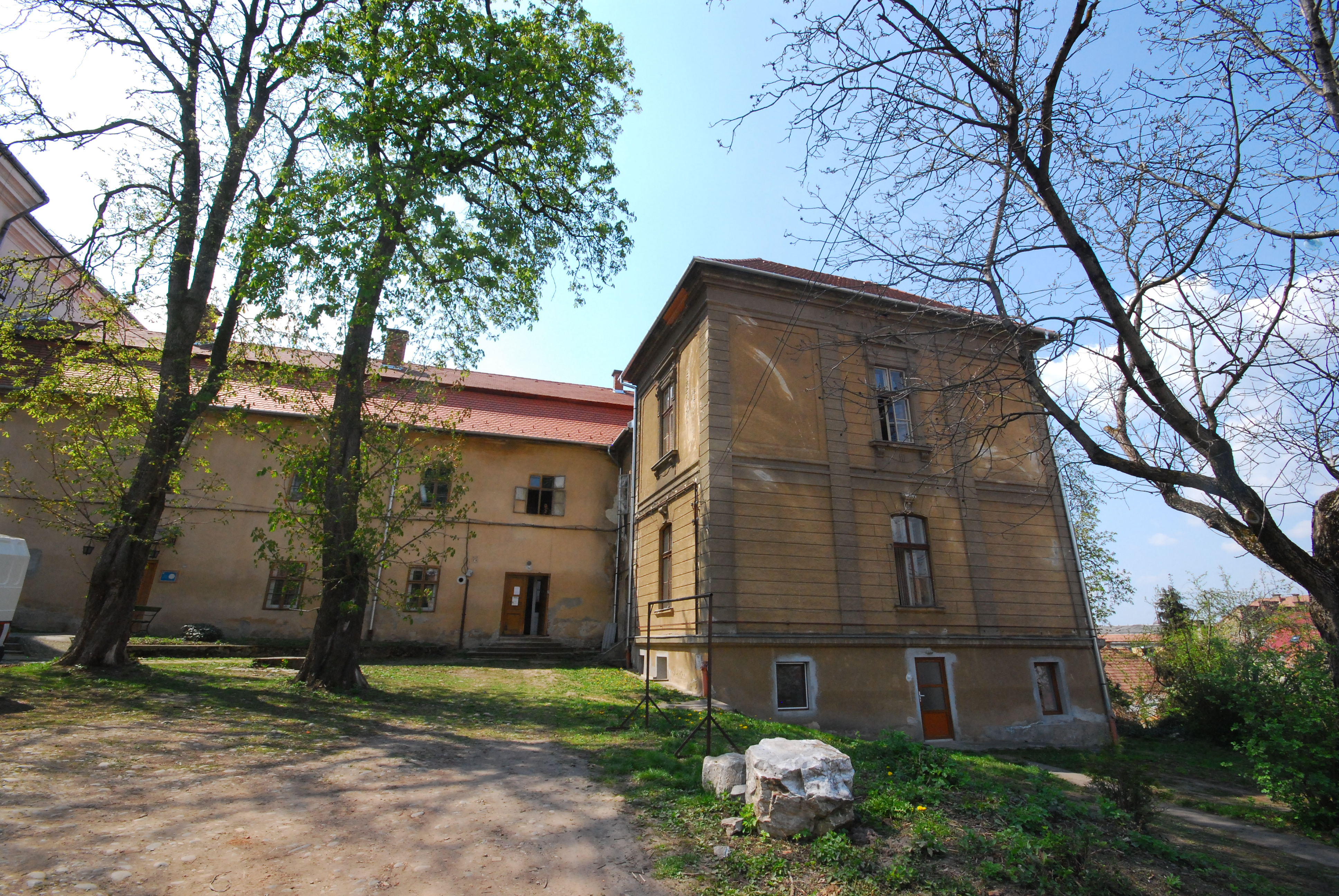
A kolostor és melléképületei